# Flughafen Bunia

i7
i11
i13
Der Flughafen Bunia (IATA-Code: BUX, ICAO-Code: FZKA) ist der Flughafen der Stadt Bunia, der Hauptstadt der Provinz Ituri im Nordosten der Demokratischen Republik Kongo.
Nachdem der Flughafen während des Ituri-Konfliktes durch die Präsenz von UN-Truppen einer der wenigen sicheren Orte der Region gewesen war, wurden im Jahr 2013 die Beleuchtung und Markierungen der Start- und Landebahn erneuert sowie die Technik zur Flugüberwachung modernisiert.